# Jasień (województwo małopolskie)
Jasień – wieś w Polsce położona w województwie małopolskim, w powiecie brzeskim, w gminie Brzesko.
W latach 1954–1968 wieś należała i była siedzibą władz gromady Jasień, po jej zniesieniu w gromadzie Brzesko. W latach 1975–1998 miejscowość administracyjnie należała do województwa tarnowskiego. W Jasieniu znajduje się przystanek kolejowy, przez który przebiega linia kolejowa nr 91 Kraków Główny – Medyka.

## Geografia

### Części wsi
| SIMC     | Nazwa            | Rodzaj     |
| -------- | ---------------- | ---------- |
| 08130173 | Bugaj            | przysiółek |
| 08114085 | Granice          | przysiółek |
| 08114091 | Grądy Jodłowskie | przysiółek |
| 08114100 | Grądy Mókrzyskie | przysiółek |
| 08114079 | Kamionka         | część wsi  |
| 08114116 | Nowa Wieś        | przysiółek |
| 08114122 | Podjasień        | przysiółek |
| 08114139 | Pomianowa        | przysiółek |
| 08114145 | Skotnica         | przysiółek |

## Historia

### Prehistoria i starożytność
Obszar dzisiejszego Jasienia był zamieszkany przez człowieka od kilku tysięcy lat. Zachodnia granica parafii jasieńskiej pokrywa się z rozgraniczeniem intensywnej strefy osadnictwa neolitycznego z dorzecza Raby. Badania archeologiczne prowadzone w Jasieniu w 1994 r. przez A. Ceterę i E. Dworaczyńskiego doprowadziły do odkrycia naczyń glinianych z epoki kultury ceramiki sznurowej, krzemiennych narzędzi (różnego typu gładzie, odłupki krzemienne, ciężarki czy rdzenniki, wykonane z krzemienia jurajskiego i wołyńskiego). Nie prowadzono wykopalisk szukających znalezisk z epoki brązu.
Pozostałości osadnictwa starożytnego odnaleziono w wielu miejscach gminy Brzesko, również w Jasieniu. Chociaż nie są tak liczne, jak te z czasów neolitu, świadczą o rozwoju bujnego osadnictwa na lewym brzegu Uszwicy. Na terenie Jasienia znaleziono artefakty takie jak rzymska moneta, dowodzące kontaktów tego terytorium z Rzymem.

### Średniowiecze
Jasień jest jedną z najstarszych wsi gminy Brzesko. Historia wsi Jasień początkami swymi sięga przełomu XIII i XIV w. W 1344 pojawiła się pierwsza wzmianka o wsi w piśmie: Kazimierz Wielki przeniósł Jasień, wieś należącą do komesa Spycimira, z prawa polskiego na prawo średzkie, które w 1385 r. królowa Jadwiga zastąpiła prawem magdeburskim. W ten sposób Jasień zyskał status sołectwa, z pierwszym znanym z imienia sołtysem Dzietrzychem, występującym w dokumentach z lat 1392–1411. Parafia w Jasieniu, wraz z jej pierwszym, prawdopodobnie drewnianym, kościołem została ufundowana przez Spycimira przed 1325 r. Został on zastąpiony przez murowany gotycki Kościół Parafialny pod wezwaniem Wniebowzięcia NMP, wybudowany w 1436 r. z fundacji prawnuka Spycimira, Spytka z Melsztyna herbu Leliwa. Kościół, wraz z jego poprzednikiem, był odnotowany przez Jana Długosza w Liber beneficiorum... czyli Księdze uposażeń diecezji krakowskiej. Wieś miała swój samorząd składający się z sołtysa i ławy wiejskiej liczącej do 7 członków.
Syn Spytka, Jan Melsztyński, w 1458 r. sprzedał wieś z prawem odkupu za 350 florenów notariuszowi królowej Elżbiety, Mikołajowi, co potwierdzono w aktach sądu ziemskiego czchowskiego. Dokumentem z dnia 8 maja 1487 r. wystawionym na zamku melsztyńskim Spytek Melsztyński (zm. ok. 1503) oddał brzeskiemu plebanowi karczmę stojącą od 1421 r. pośrodku Jasienia. Prawie do końca XV w. mieszkańcy Jasienia byli ludźmi wolnymi, których obowiązywał system czynszowy. W roku 1489 mieszkańcy Jasienia, m.in. Jan Łazowski, Jan Kąciorek, Andrzej Rogoż i Szymon osadzony na łanie sołtysim, płacili po 5 grzywien czynszu rocznie. Spytko z Melsztyna, którego przed sądem sołtysim w Czchowie reprezentował Żegota Wieloglowski, gwarantował Szczepanowi, sołtysowi Jasienia i jego bratankom Janowi i Mikołajowi zwrot 50 grzywien z ewentualnym związaniem tego długu z czynszem wymienionych kmieci i dzierżawcy łana sołectwa w Jasieniu.
Spytko w 1503 r. przekazał Melsztyn, „miasto Brzeg alias Brzeżek” i Jasień wraz z innymi naduszwickimi wsiami pierworodnemu synowi Janowi, ostatniemu z Leliwitów Melsztyńskich, który przygotowując się do pielgrzymki do Ziemi Świętej w 1512 r. odstąpił wszystkie niemal swoje dobra teściowi Pawłowi Szwarcowi (Czernemu).

### Nowożytność
W 1530 r. w Jasieniu był już folwark, w którym ziemię, w ramach pańszczyzny, uprawiali chłopi. Płacili wówczas podatek poborowy z 20 łanów, jednej karczmy i od 4 chałupników, nie licząc łanów sołtysich. Obciążenie wsi na rzecz dworu, kościoła i państwa było na tyle duże, że dochodziło do zatargów o dziesięciny między plebanami a ludnością wiejska. W 1738 r. ks. proboszcz Józef Szczechowicz zaniósł przed sąd Michała Wodzickiego skargę na właścicieli Jasienia i Pomianowej oraz mieszkańców tych wiosek, o niepłacenie dziesięciny. Przeciwnicy księdza Szczechowicza odwołali się do sądu nuncjatury w Warszawie w 1742 r., a następnie do Watykanu. W tym czasie właściciel wsi Ogonowski zapewne sam zakazał oddawania dziesięciny kościelnej poddanym mu chłopom. Za niedopełnienie tych obowiązków zostali oni obłożeni ekskomuniką. Dopiero 25 września 1752 r. po wyegzekwowaniu dziesięciny sufragan krakowski ks. Michał Kunicki cofnął ekskomunikę nałożoną na Ogonowskiego i jego poddanych.
W 1657 przemaszerowały przez Jasień wojska Jerzego Rakoczego. Dokonywały one zniszczeń w rejonie: w Brzesku i w Bochni, w której wg kroniki parafialnej, spalili 41 domów. Na miasta i wioski nakładali kontrybucję lub rabowali i niszczyli je. Można więc przypuszczać, że podobny los spotkał i Jasień.
Ks. proboszcz Piotr Rupniewski z Rupniewa (1654–1664) doprowadził do założenia metryk, chrztów, ślubów i zgonów w Jasieniu. Księgi metrykalne z jego czasów nie zachowały się, najstarszą przechowywaną do dzisiaj w parafii księgę metrykalną prowadził w latach 1753-1776 ks. prałat Kasper Paszyc de Wersoka herbu Strzała – Liberi metrices baptisatorum, copulatorum, mortuorum eclesia Parochialis Jasinensis incoali Anno Domini 1753 die amensis January. Sub cura Pastporali....
21 czerwca 1768 r. Michał Czarnocki wystosował uniwersał do mieszkańców powiatu czchowskiego, do którego należała parafia Jasień, wzywając ich by przystąpili do konfederacji barskiej. Mieszkańcy Jasienia wspomagali materialnie konfederatów, a szlachta zbrojnie pospieszyła na pomoc Krakowowi i Częstochowie.

### XIX wiek i współczesność
Po 1850 r. cały tutejszy „obszar większy” (dwór z polami ornymi, łąkami i pastwiskami) pozostawał w użytkowaniu hrabiego Kazimierza Krasickiego, herbu Rogala. Majątki ziemskie w Jasieniu, Okocimiu i kilku innych wsiach otrzymał od władz austriackich za przyjęte przez nie jego wsi na Podolu. On to właśnie w 1866 r. powołał fundację szkolną swego imienia i ufundował w Jasieniu jednoklasową szkołę. Za jego przykładem kilka lat później tutejszy proboszcz ksiądz Antoni Piotrowski założył przytułek dla ubogich zwany Zakładem.
Pod koniec XIX wieku Jasień był wsią dość ludną i zamożną. Słownik geograficzny Królestwa Polskiego opisał Jasień jako "Wieś przy gościńcu głównym rządowym z Bochni do Brzeska w okolicy falistej, glebie żytniej, urodzajnej". Podał też, że miał on 1523 mieszkańców, w tym 28 Żydów, a jasieński „obszar większy” obejmował 392 morgi.
Prawdopodobnie około 1890 powstała cegielnia. W roku 1914 zatrudniała 75 pracowników, była własnością Żydów Lefefoksa i Joska. W 1919 r. została kupiona przez Bruno Wetstajna i Fischingera. Według Księgi Adresowej Polski... z 1929 roku cegielnia w Jasieniu należała do przedsiębiorstwa Szymczakowski i S-ka. W czasie II wojny światowej cegielnię przejęli Niemcy i przysposobili zakład do wulkanizacji opon samochodowych i wypieku pieczywa. Przed końcem wojny Niemcy wywieźli najważniejsze maszyny. Po wojnie cegielnia została odsprzedana Polakom, a w roku 1951 zakład upaństwowiono. Pod koniec XX wieku budynek był już rozebrany, a obecnie na tym miejscu wybudowany został Brzeski Park Logistyki.
Od stycznia do maja 1915 roku w Jasieniu znajdowało się lotnisko wojskowe. Celem lotnictwa były loty rozpoznawcze, przewożenie meldunków i poczty dla Twierdzy Przemyśl. W czasie najintensywniejszych lotów; luty, marzec 1915 roku stacjonowały tu cztery kompanie. Razem z drugim lotniskiem w Brzesku stanowiły one jeden zespół. Liczba żołnierzy służących na lotniskach przekroczyła 700 osób, które obsługiwało około 30 płatowców.
Wśród lotników byli Polacy. Jednym z nich był Stefan Bastyr, twórca lotnictwa w odrodzonej Rzeczypospolitej.
Lotnisko stanowiło pole o wymiarach 150 × 400 m, położone było na południowy zachód od obecnego przystanku kolejowego „Jasień Brzeski”.

## Zabytki
Obiekty wpisane do rejestru zabytków nieruchomych województwa małopolskiego
- kościół parafialny pw. Wniebowzięcia NMP. Jest to budowla gotycka murowana w całości z miejscowego piaskowca i kamienia polnego. Odkryto w nim polichromię będącą unikatem na skalę europejską. W kościele znajduje się barokowa chrzcielnica wykuta w kamieniu oraz ołtarz główny, neogotycki, wykonany przez brzeskiego rzeźbiarza Stanisława Rogóża w 1930 roku. W murach kościoła znajduje się również wykuta w piaskowcu tablica nagrobna Otfinowskich herbu Gryf z 1672 roku[13], potwierdzająca, że dawniej miejscem pochówków było otoczenie kościoła[14];
- dawna plebania (skreślona z rejestru zabytków w dniu 03.08.2012);
- spichlerz plebański.

Inne
- Dzwonnica kościelna z XVIII wieku[14].
- Cmentarz parafialny z XVIII wieku, murowana kaplica z grobami jasieńskich księży proboszczów i wikariuszy. Zbudowana wg projektu arch. Jana Sas-Zubrzyckiego w stylu neogotyckim w 1910 roku pod wezwaniem św. Józefa, z fundacji zmarłego w 1903 plebana, ks. dr. Józefa Mazurkiewicza[15]. Na cmentarzu znajdują się także duże naziemne grobowce rodów: Baltazińskich, Artwińskich i innych[14].
- Cmentarz choleryczny z 1825r. w lesie przy drodze z Jasienia na Grądy. Obecnie stoi tam betonowy krzyż[14].
- Zabudowania dworskie x XIX wieku, w tym dwór z ostatniego 20-lecia XIX w. Wybudowano go za sprawą ówczesnych właścicieli jasieńskiego majątku – Baltazińskich. Teraz w dworku mieści się Dom Dziecka[14].
- Drewniana zabudowa z początku XX wieku, w charakterystycznym "pasiastym" stylu z brązowych bali drewnianych na przemian z białym wypełnieniem. Budowane z wejściem od strony południowej i wpływami stylu góralskiego, część z nich jest nadal zamieszkana[14].
- Umocnienia obronne – bunkry z okresu II Wojny Światowej w Pomianowej[14].

## Galeria

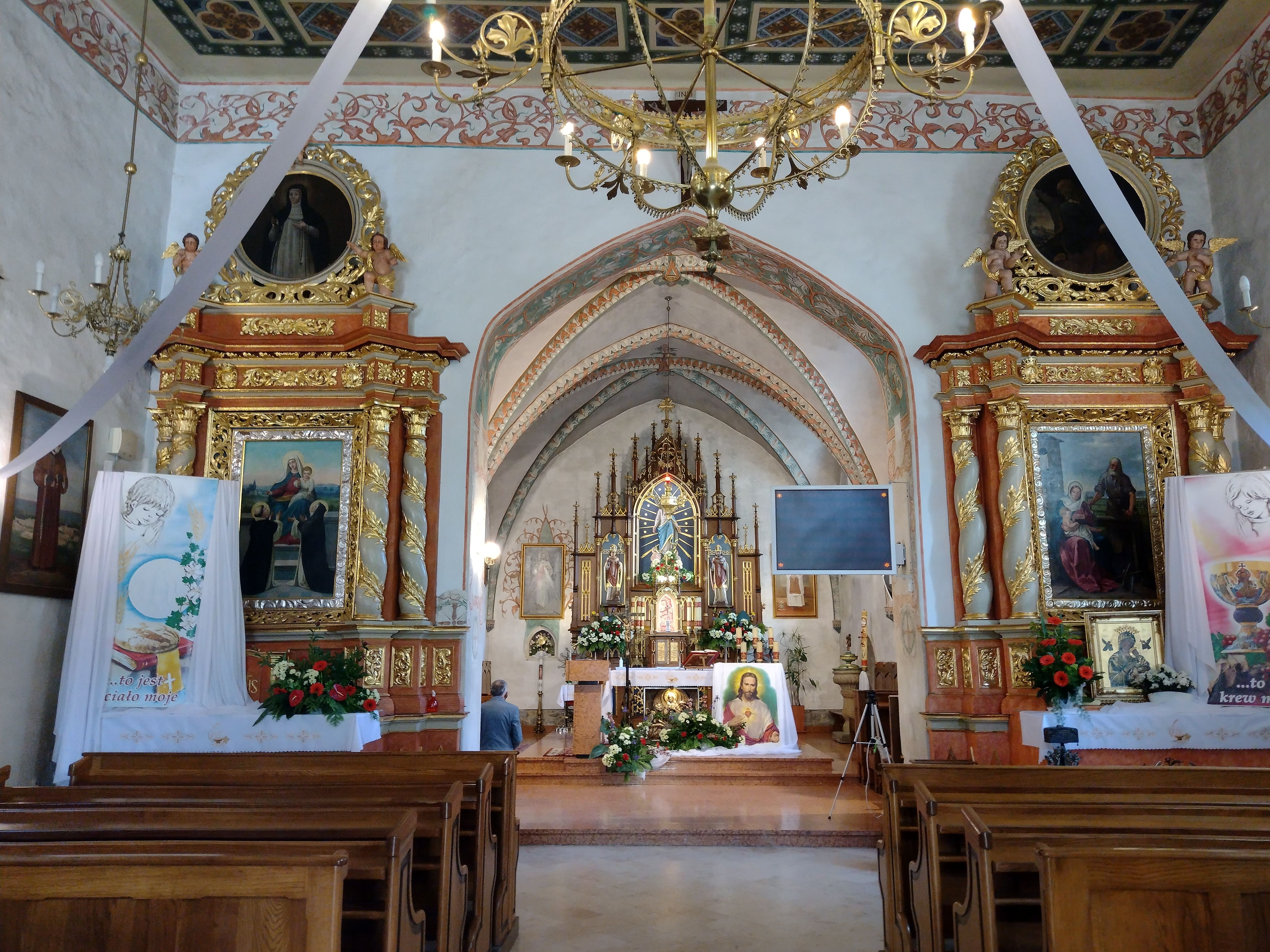
Wnętrze kościoła
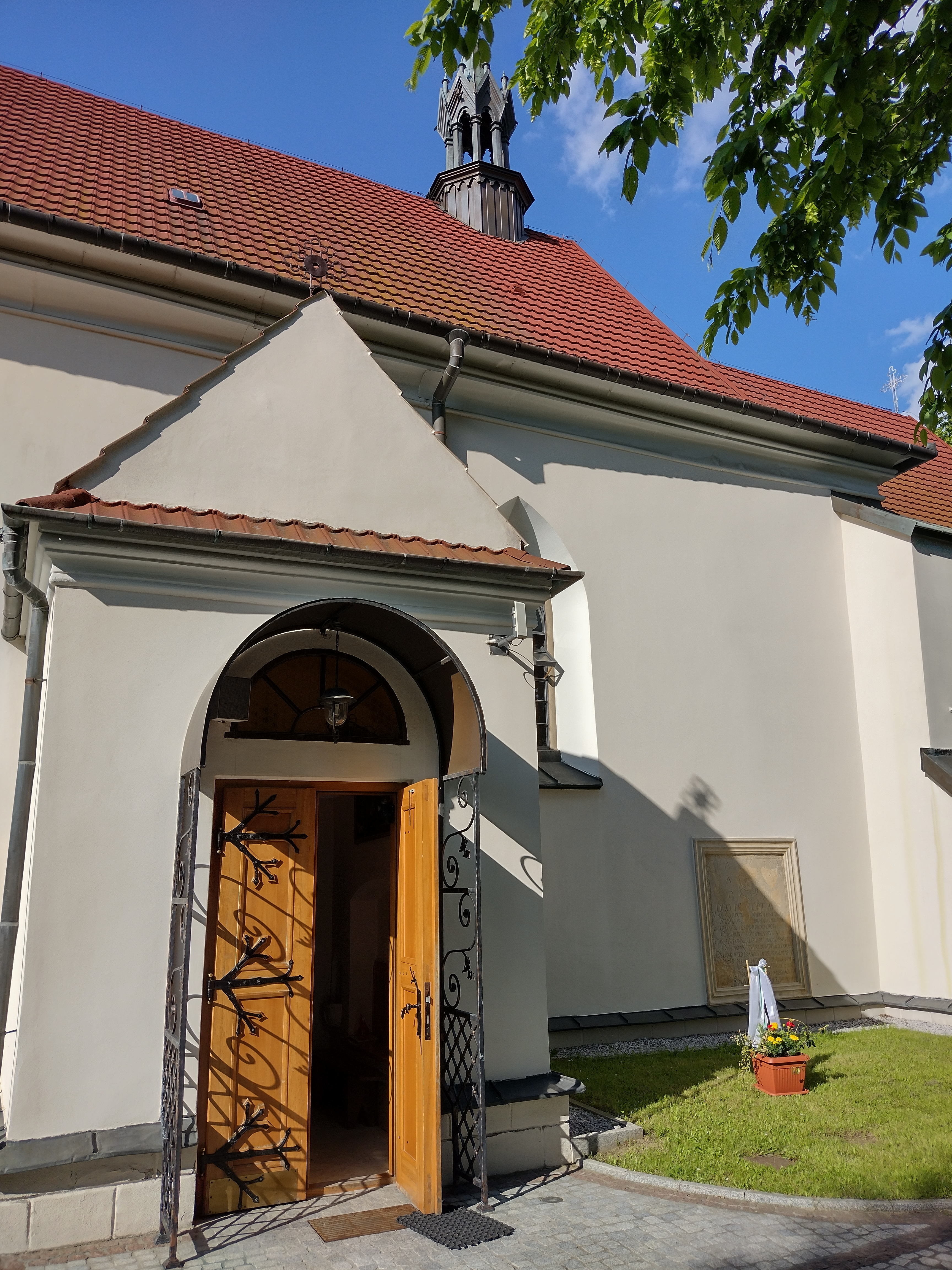
Kościół z zewnątrz z widoczną tablicą nagrobną
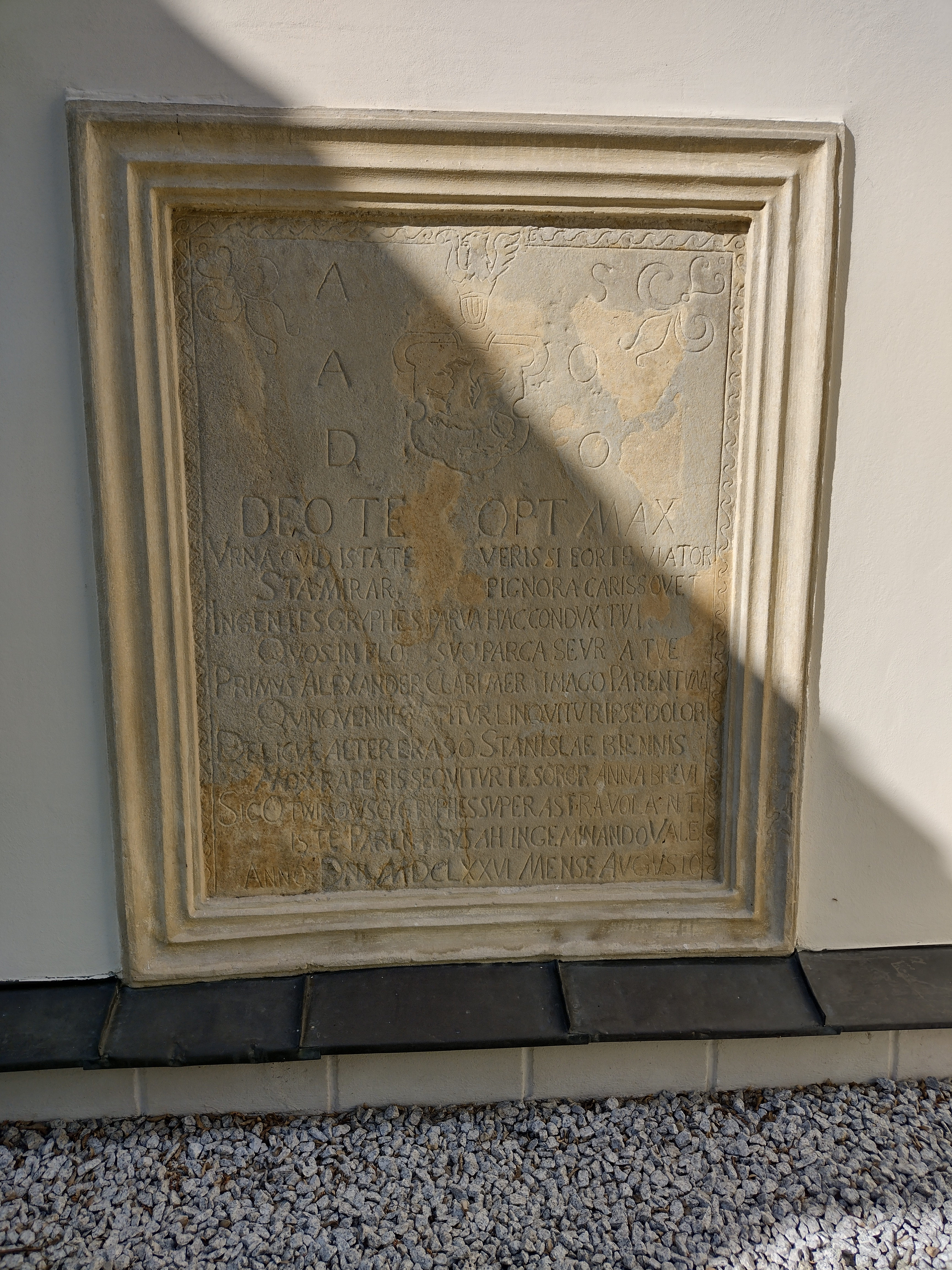
Tablica nagrobna Otfinowskich wmurowana w kościół
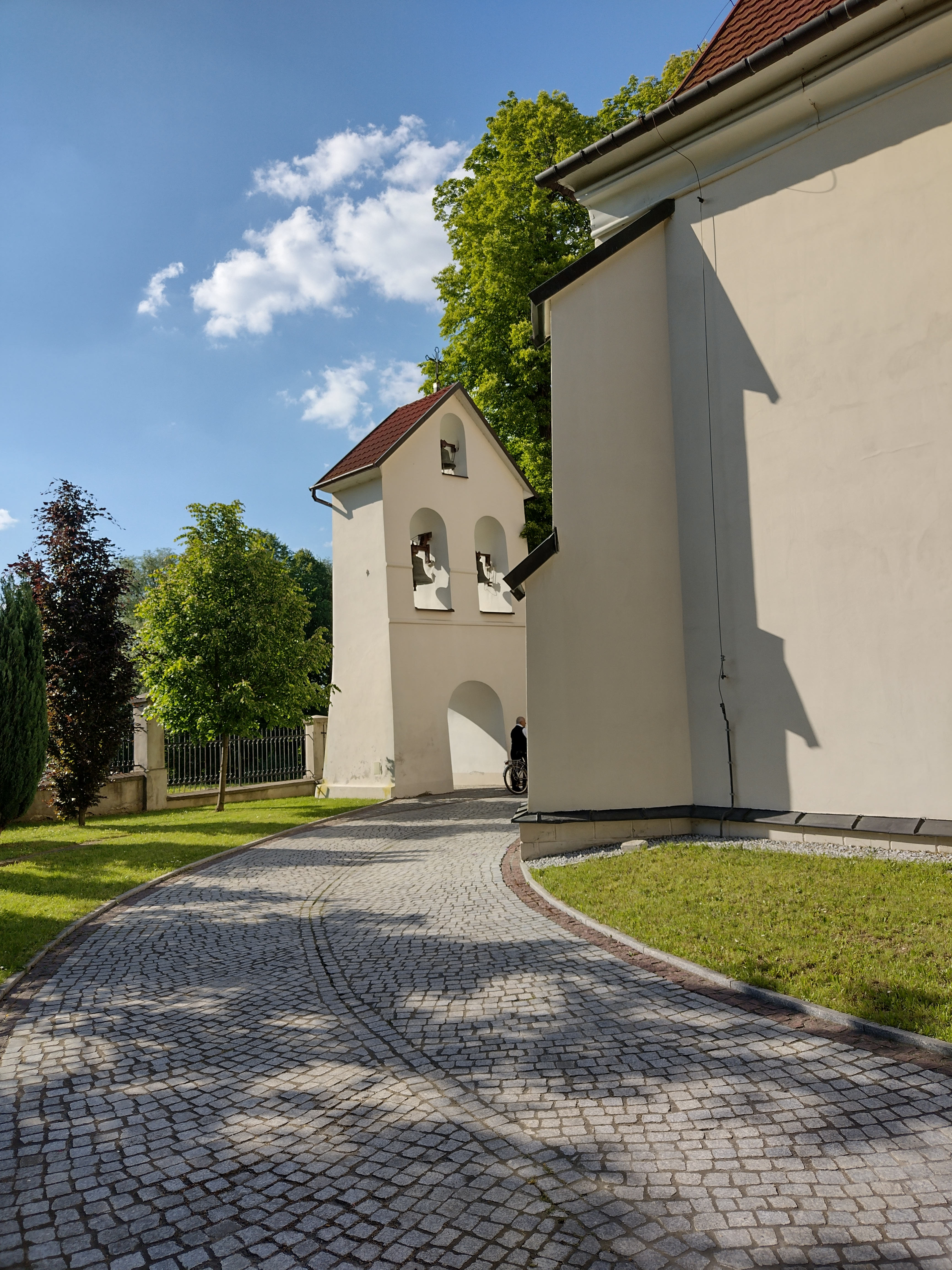
Dzwonnica
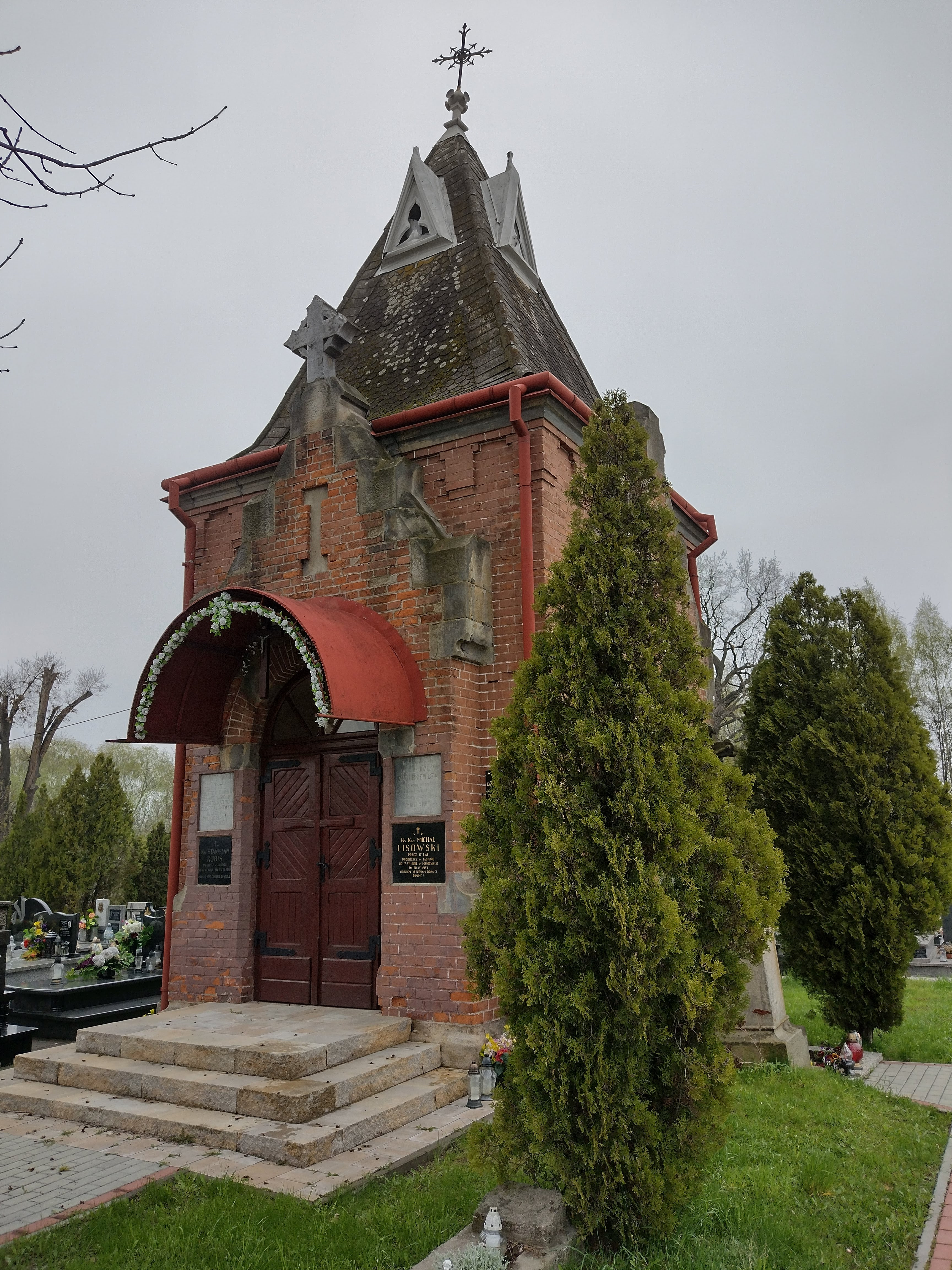
Kaplica cmentarna
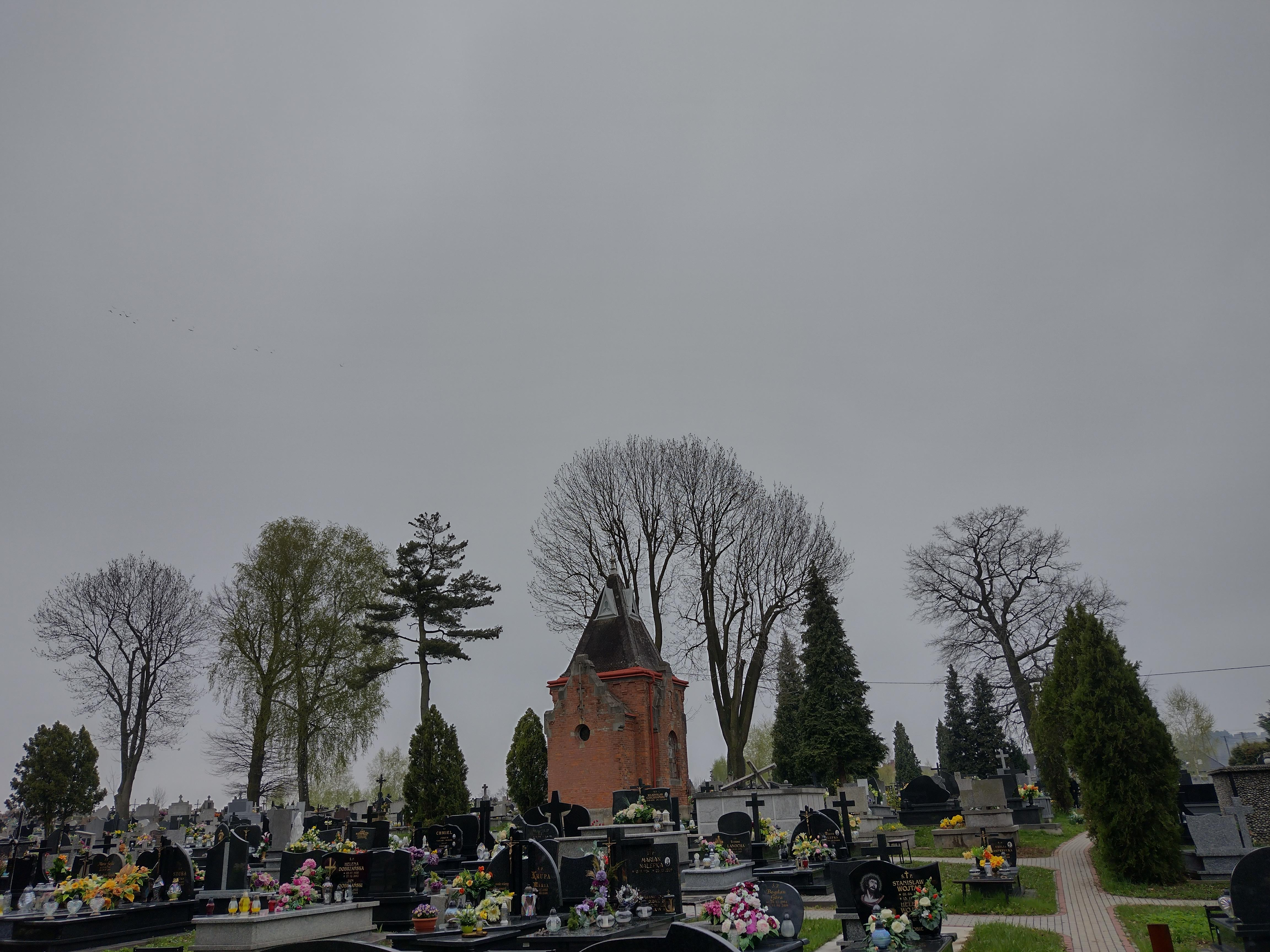
Cmentarz
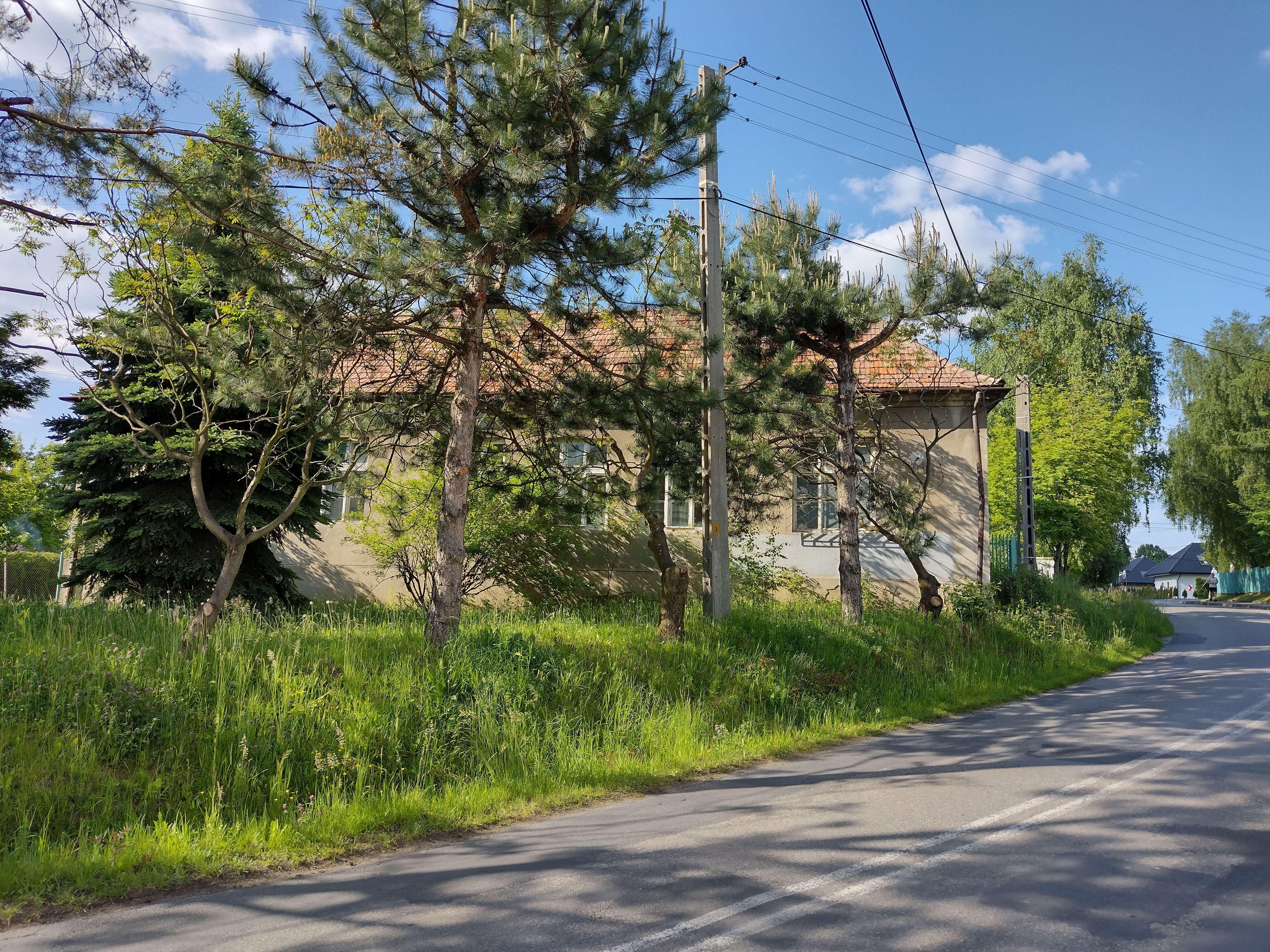
Dobudowany budynek szkolny - 1952-3r.
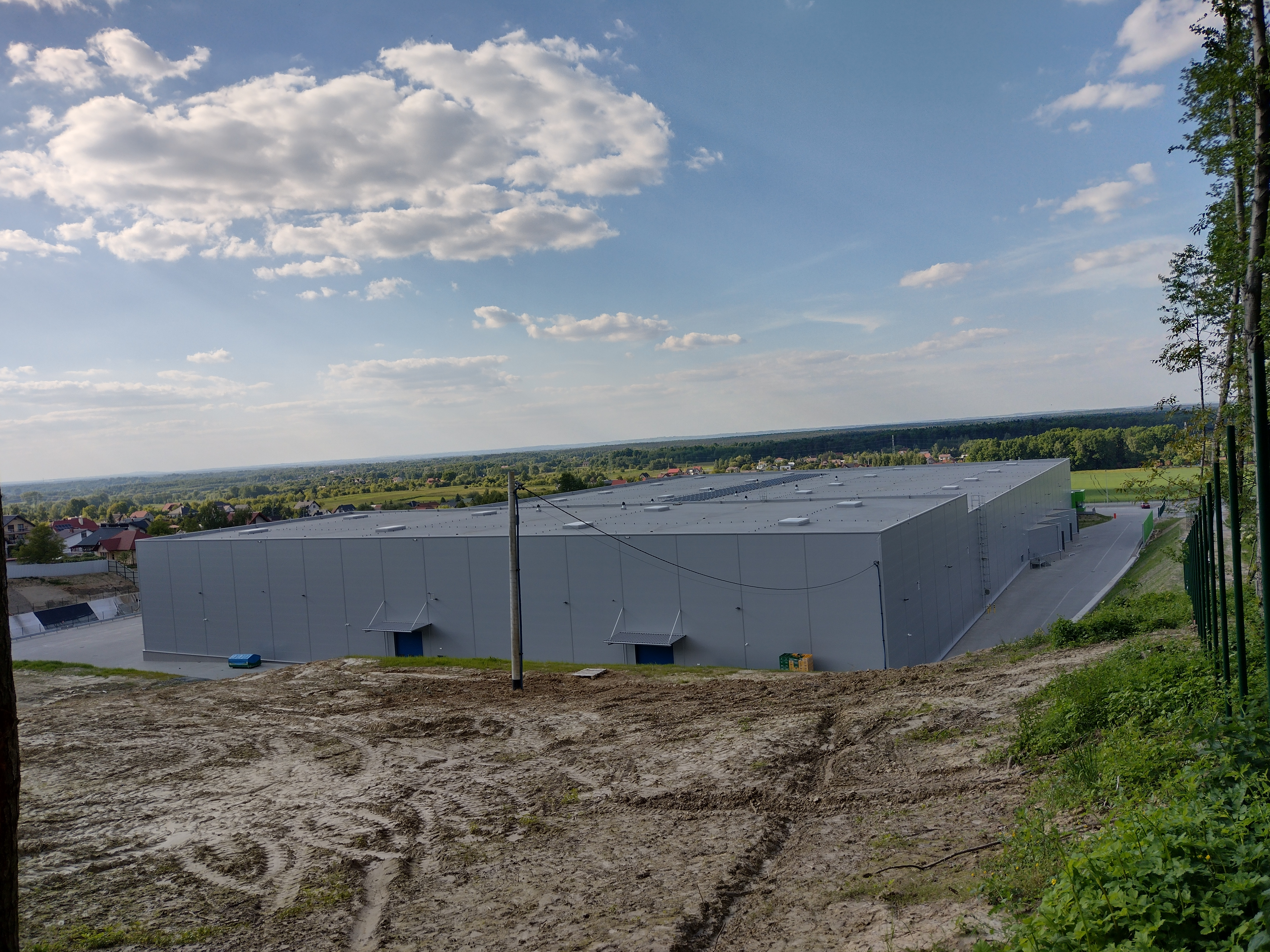
Brzeski Park Logistyki